# Liste der Kellergassen in Großkrut
Die Liste der Kellergassen in Großkrut führt die Kellergassen in der niederösterreichischen Gemeinde Großkrut an.
| Foto |                 | Kellergasse        | Standort                          | Beschreibung |
| ---- | --------------- | ------------------ | --------------------------------- | --- |
| ja   | Datei hochladen | Kapellenberg       | KG: Althöflein Standort           | Das Kellergassensystem liegt am nordöstlichen Ortsrand und erstreckt sich über eine Fläche von etwa 350 mal 200 Metern. Teils sind die Keller in den Hausberg (das darauf befindliche Feste Haus wurde zu einer Kapelle umgebaut) bzw. in die beiden ihn umgebenden Wälle gegraben worden, teils befinden sie sich an Geländekanten und in Hanglage im zweiten Hintaus. Schmidbaur zählte auf 800 Metern Länge 98 Objekte, davon 16 Um- und Neubauten teils mit Wohnnutzung. Fast die Hälfte der Keller ist erneuerungsbedürftig oder verfallen. Die älteste Datierung ist von 1846. Am Kapelleberg gibt es außerdem eines der größten Erdstallsysteme Österreichs, mit einem kleinen Museum dazu. Anmerkung: Schmidbaur verwendet fälschlich die Bezeichnung „Kellerberg“. |
| BW   | Datei hochladen | Satzen I           | KG: Ginzersdorf Standort          | Das Kellergassensystem liegt in der Ebene südlich außerhalb des Dorfs. Es besteht aus einigen Kellern, die einseitig an der Landesstraße liegen, und einer teils beidseitigen Kellerreihe an einem westlich in unmittelbarer Nähe verlaufenden Güterweg. Auf insgesamt 800 Metern Länge befinden sich 57 Gebäude (davon 1 Um- oder Neubau), vorwiegend trauf- oder giebelständig. Ein Drittel der Keller ist erneuerungsbedürftig. Die älteste Datierung ist von 1880. Anmerkung: Schmidbaur gibt als Typ fälschlich „Einzelkellergasse“ an. |
| BW   | Datei hochladen | Satzen II          | KG: Ginzersdorf Standort          | Die beidseitige Einzelkellergasse liegt in der Ebene südlich außerhalb des Orts. Über 600 Meter Länge verstreut befinden sich 26 Keller (davon ein Um- oder Neubau) in unterschiedlichen Bauformen. Etwa ein Drittel der Keller ist erneuerungsbedürftig. |
| ja   | Datei hochladen | Kellerberg         | KG: Großkrut Standort             | Das Kellergassensystem liegt am nordwestlichen Ortsrand. Es besteht (von Ost nach West) aus einer Kellerreihe in Hanglage im Hintaus, einer etwa 250 Meter langen beidseitigen Kellergasse in einem breiten Graben, zahlreichen Kellern, die sich verstreut in Hanglage auf einer Fläche von etwa 100 mal 150 Metern nördlich des Friedhofs befinden, und einer einseitigen Kellerreihe an einer Geländekante an der westlichen Ortsausfahrt. Auf insgesamt 1200 Metern Länge befinden sich 157 Gebäude (davon zwölf Um- oder Neubauten), die Hälfte davon giebelständig. Fast die Hälfte der Keller ist erneuerungsbedürftig oder verfallen. Die älteste Datierung ist von 1798.                                                                                           |
| ja   | Datei hochladen | Lundenburgerstraße | KG: Großkrut, Althöflein Standort | Die beidseitige Einzelkellergasse liegt am Nordrand der Ortschaft Harrersdorf in einem breiten Graben, in dem die Grenze zwischen den Katastralgemeinden Großkrut und Althöflein verläuft. Auf 700 Metern Länge befinden sich 137 Gebäude in unterschiedlichen Bauformen, davon 24 Um- und Neubauten teils mit Wohnnutzung. Etwa ein Drittel der Keller ist erneuerungsbedürftig oder verfallen. Die älteste Datierung stammt von 1877. |
| BW   | Datei hochladen |                    | KG: Großkrut Standort             | Fünf Keller befinden sich auf den Feldern in der Ebene westlich von Harrersdorf. |

| Foto:                    | Fotografie der Kellergasse (Gesamtheit). Klicken des Fotos erzeugt eine vergrößerte Ansicht. Daneben finden sich zwei Symbole: \| Weitere Bilder vorhanden \| Das Symbol bedeutet, dass weitere Fotos des Objekts verfügbar sind. Durch Klicken des Symbols werden sie angezeigt. \| \| Eigenes Foto hochladen \| Durch Klicken des Symbols können weitere Fotos des Objekts in das Medienarchiv Wikimedia Commons hochgeladen werden. \| |
| Name:                    | Bezeichnung der Kellergasse |
| Standort:                | Es ist die Katastralgemeinde (KG) angegeben. Durch Aufruf des Links Standort wird die Lage der Kellergasse in verschiedenen Kartenprojekten angezeigt. |
| Beschreibung             | Kurze Beschreibung der Kellergasse |
| Weitere Bilder vorhanden | Das Symbol bedeutet, dass weitere Fotos des Objekts verfügbar sind. Durch Klicken des Symbols werden sie angezeigt. |
| Eigenes Foto hochladen   | Durch Klicken des Symbols können weitere Fotos des Objekts in das Medienarchiv Wikimedia Commons hochgeladen werden. |